# Fort Louis (La Rochelle)
Pour les articles homonymes, voir Fort Louis.

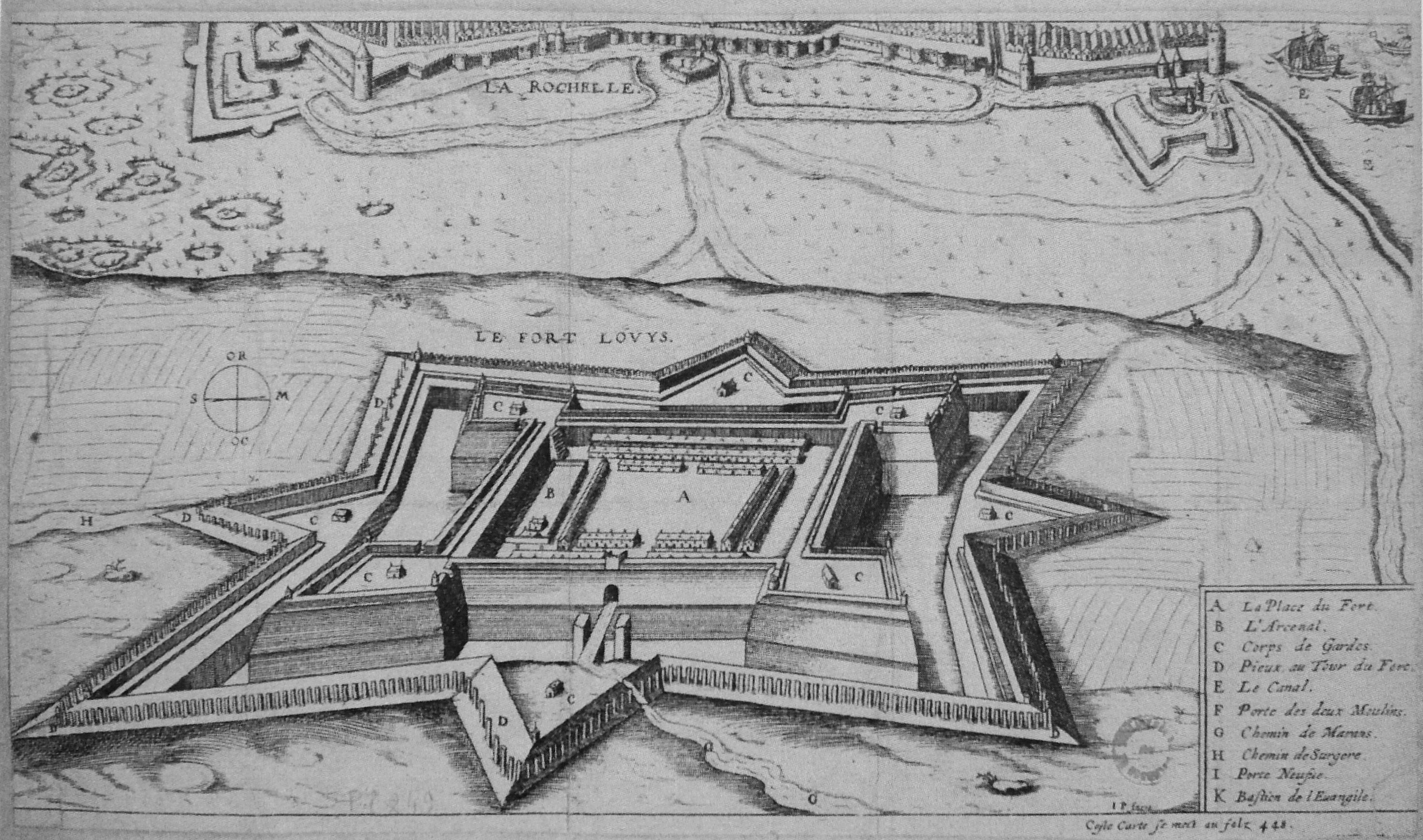
Fort Louis a été construit juste en dehors des murs de La Rochelle pendant le siège de 1621-1622.

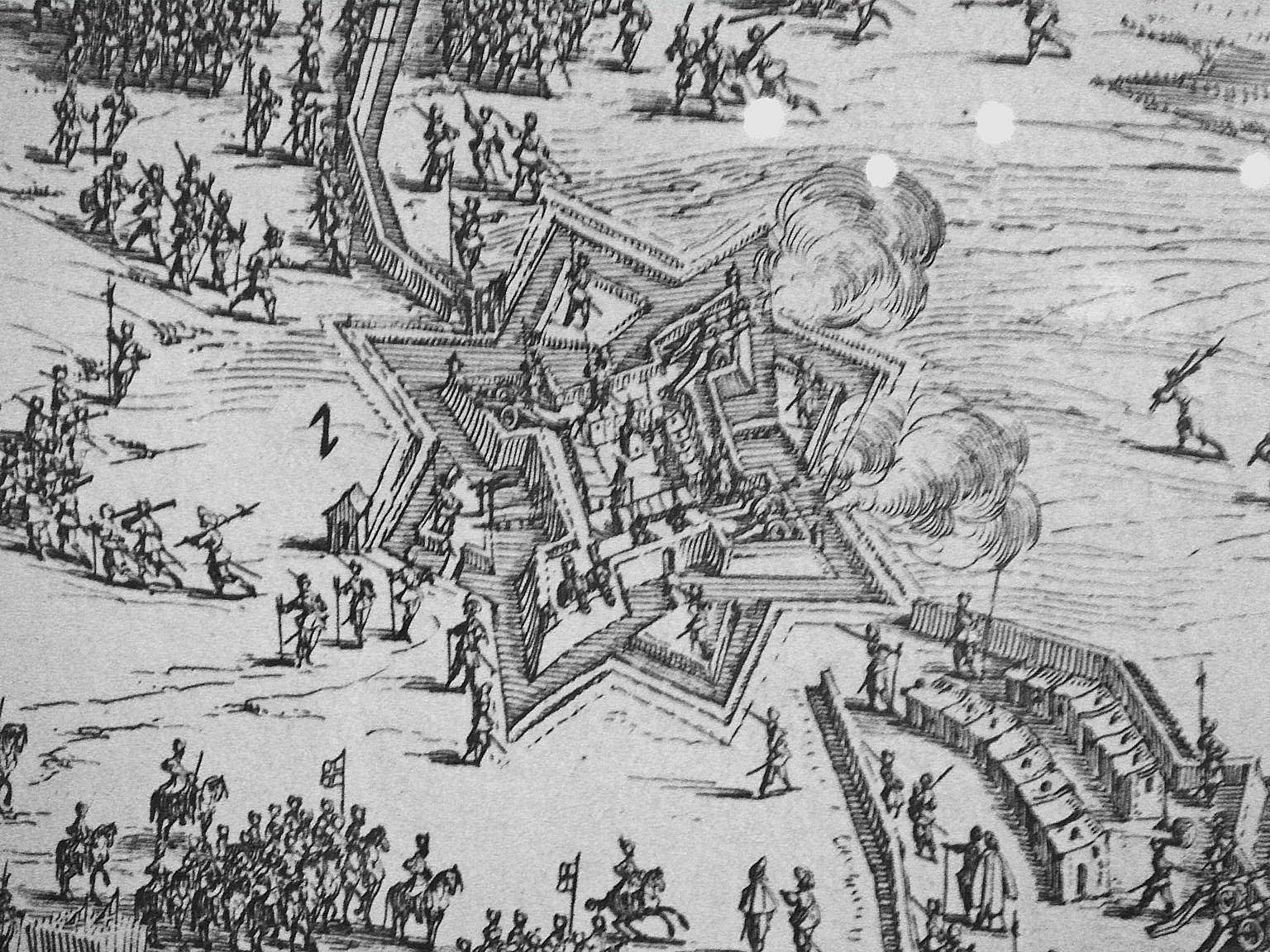
Fort Louis fait partie des fortifications autour de La Rochelle lors de son siège en 1627-1628.

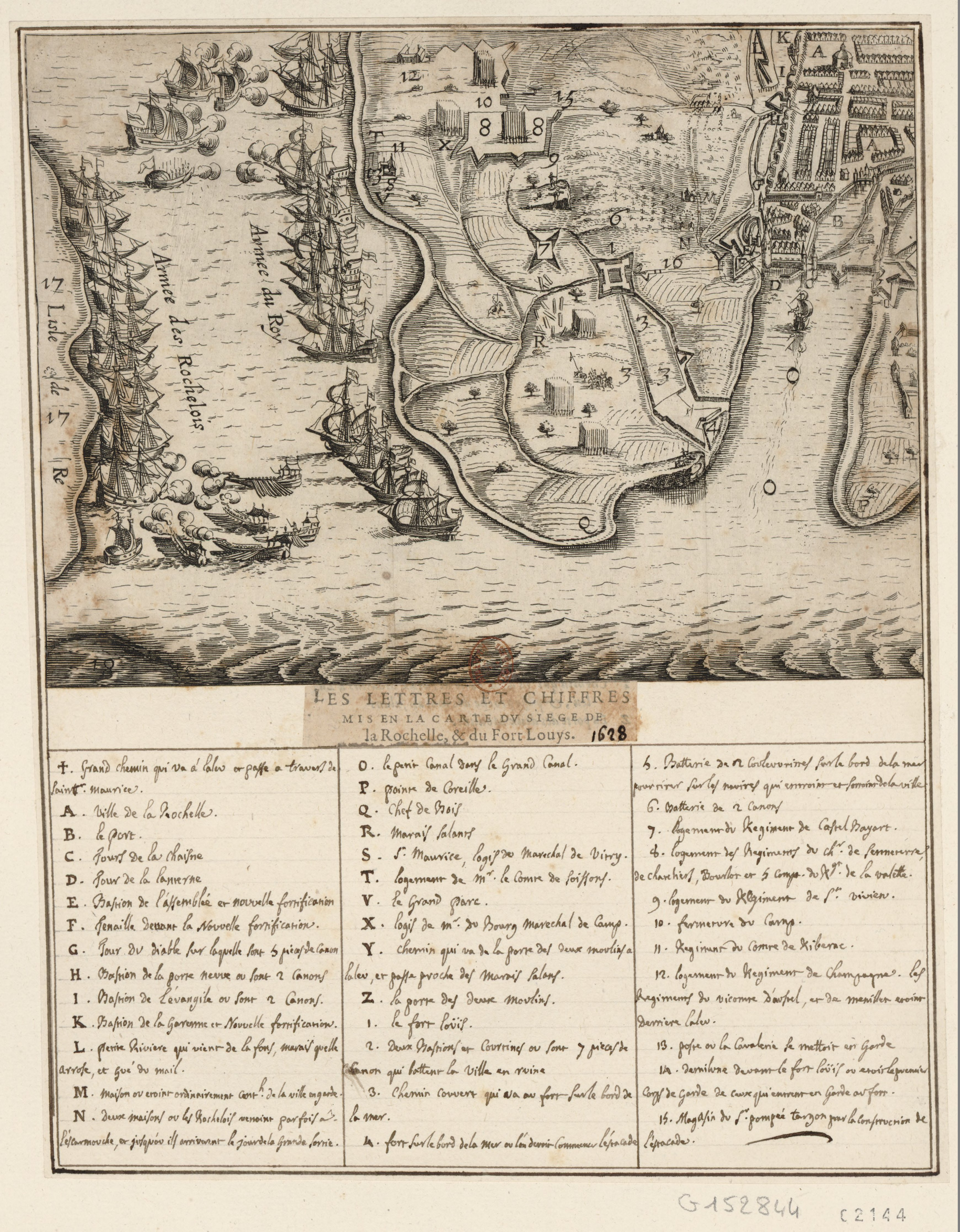
Plan de La Rochelle et du Fort Louis, érigé pendant le blocus, en 1621-1622

Fort Louis est un fort royal construit juste à l'extérieur des murs de la ville La Rochelle lors du siège de 1621-1622.

## Historique
En 1622, lors du blocus de La Rochelle, Louis comte de Soissons, général de l'armée d'Aunis, fait immédiatement commencer, à bonne portée de l'entrée du port de La Rochelle et sur un monticule par le régiment de Champagne, une redoute armée de canons et établit le reste de ses forces entre la ville et la mer du village de Laleu au faubourg de Colombier.
Pierre de La Mothe-Arnaud dit Arnaud du Fort mestre de camp du régiment de Champagne traça lui-même les bastions et courtines du nouveau fort et fit diriger les travaux de terrassement par ses capitaines.
Le fort est une grande source de tension entre les Huguenots de La Rochelle et Louis XIII et est perçu comme une réelle menace pour leur survie. Le maréchal Lesdiguières prédit : « Soit La Rochelle doit prendre Fort Louis, soit le fort détruira La Rochelle ».
La construction du fort avait été lancée par Louis de Bourbon-Soissons en 1620 lors de la première rébellion huguenote.
Avec le Traité de Montpellier, Louis XIII promettait à La Rochelle la destruction du fort Louis, mais il temporise et Pierre de La Mothe-Arnaud dit Arnaud du Fort, mestre de camp du régiment de Champagne, y reste avec son régiment après le départ Louis comte de Soissons, et la dissolution de l'armée d'Aunis, malgré les demandes de La Rochelle,
Fort Louis joue un rôle clé dans l'établissement des fortifications autour de La Rochelle lors du siège de 1627-1628.

### Sources bibliographiques
- (en) Jack A. Clarke, Huguenot Warrior : The Life and Times of Henri de Rohan, 1579-1638, vol. 17 de International Archives of the History of Ideas, Springer, 1967, 244 p. (ISBN 9024701937 et 9789024701933, présentation en ligne).
- (en) Hugh Redwald Trevor-Roper, Europe's Physician : The Various Life of Sir Theodore de Mayerne, 1573-1655, Yale University Press, 2006, 438 p. (ISBN 0300112637 et 9780300112634, présentation en ligne, lire en ligne).
- (en) Louis Delmas, The Huguenots of La Rochelle, BiblioBazaar, 2009, 312 p. (ISBN 0559931387 et 9780559931383, présentation en ligne).